# Experimentele Groep in Holland
De Experimentele Groep in Holland was een kunstenaarsgroep die in Amsterdam is opgericht op 16 juli 1948. 
Oprichters van de groep waren Constant Nieuwenhuijs, Asger Jorn, Karel Appel, Corneille, Anton Rooskens, Theo Wolvecamp en Jan Nieuwenhuijs; alle kunstenaars werden kort daarop ook lid van de Cobra-beweging, waarna de Experimentele Groep werd opgeheven. Als voorbeeld voor de groep diende de Deense kunstenaarsgroep Høst.
Appel en Corneille kenden elkaar al van hun bezoeken aan Parijs vanaf 1945-46. In Amsterdam maakten ze kort daarop contact met Constant Nieuwenhuys, Jan Nieuwenhuys, Anton Rooskens, Eugène Brands, Lucebert en Theo Wolvecamp; ze herkenden in elkaars werk een gemeenschappelijkheid van zoeken naar nieuwe kunstvormen en willen breken met de oude. Zo kreeg Wolvecamp al vroeg in 1948 contact met Corneille en Appel in Amsterdam, en werd door hen beide uitgenodigd om  mee te doen met de tentoonstelling 'Schilders onder de Dertig', in Arti et Amicitiae, waar ook de werken hingen van genoemde schilders. Kort daarop zochten ze elkaar op; Wolvecamp vertelde later:
 'Appel kwam op een dag naar me toe en zei: 'Je moet bij Constant thuis komen want we hebben een vergadering. We willen een groep oprichten van gelijkgerichte jongens.' In het najaar van 1948 werd de Experimentele groep opgericht. Later is Eugène Brands er bijgekomen' .
Op 16 juli 1948 werd door de kunstenaars ten huize van Constant de Experimentele Groep in Holland opgericht. In september verscheen het eerste nummer van Reflex, het orgaan van de groep. In het daarin opgenomen manifest van de hand van Constant werd geformuleerd wat deze beweging nastreefde. In een notulenschrift werd hierover vastgelegd:
 'Na voorlezing van het manifest, werd eenparig besloten tot oprichting van een groep, op basis van de daarin ontwikkelde denkbeelden, onder de naam: Experimentele groep.
Tot voorzitter werd gekozen: Corneille, tot secretaris: Constant Nieuwenhuys, tot penningmeester: Anton Rooskens.
Besloten werd:
1o) contact te zoeken met verwante groepen in binnen- en buitenland, en de reeds gevestigde contacten met de surréalistes-révolutionnairs in Frankrijk en België en met de experimentele groep in Denemarken, te verstevigen.
2o) zo spoedig mogelijk te Amsterdam een expositie te organiseren van de Hollandse groep.
3o) gelijktijdig te beginnen met de uitgave van een blad om de ideeën van de groep te propageren.
4o) een verzameling aan te leggen van werk der leden.' 
Bij de opmerking dat de groep opgericht werd op 'basis' van de in het manifest ontwikkelde denkbeelden, zoals secretaris Constant hier noteerde, was er onderling verschil van mening. Bij enkele leden van de groep, onder wie vooral Karel Appel en - even later - Eugène Brands, bestonden er bezwaren tegen al te ideologisch getheoretiseer, zeker als dit van marxistische huize kwam.
In het najaar van 1948 sloten zich nog drie dichters bij hen aan: Gerrit Kouwenaar, Jan Elburg, Bert Schierbeek en de eveneens tekenende en schilderende Lucebert. Zij waren prominente vertegenwoordigers van een beweging van Nederlandse dichters die in die jaren opkwam en die zich, naar analogie van de experimentele beeldende kunstenaars, aanduidden als experimentelen, en daarnaast als Vijftigerss.
Van veel betekenis voor deze jonge Nederlandse kunstenaars was, dat Willem Sandberg, die in 1945 directeur was geworden van het Stedelijk Museum Amsterdam, in die naoorlogse jaren het verstarde kunstklimaat in Nederland probeerde te doorbreken met tentoonstellingen van Georges Braque, Pablo Picasso, Henri Matisse en Paul Klee. Ondertussen speurde hij naar jong talent, waarbij zijn oog al in 1946-47 viel op kunstenaars die zich later onder de vlag van Cobra zouden scharen.
De 'Experimentele groep' experimenteerde met nieuwe kleuren, vormen, materialen en onderwerpen. 
Het blad Reflex werd het orgaan van de nieuwe groep, waar vooral Constant veel waarde aan hechtte. Het eerste nummer verscheen in september 1948 en bevatte het Manifest van de groep, geschreven door Constant (de naam Reflex werd overigens ook soms gebruikt als naam voor de groep). Hierin stond de bekende zin:  'Een schilderij is niet een bouwsel van kleuren en lijnen, maar een dier, een nacht, een schreeuw, een mens, of dat alles tezamen' .; deze zin moest uitdrukken wat de leden van de Experimentele groep met hun kunst nastreefden. Het manifest werd later gezien als een van de belangrijkste teksten over kunst in Nederland, van kort na de Tweede Wereldoorlog. In Manifest schreef Constant dat het proces van het creëren belangrijker is voor de experimentele kunstenaar dan het werk als resultaat. Het is een middel om spirituele en mentale rijkdom te bereiken. Ten tweede is het werk van een experimentele kunstenaar een spiegelbeeld van de veranderingen in de algemene perceptie van schoonheid.